# متحف علمي

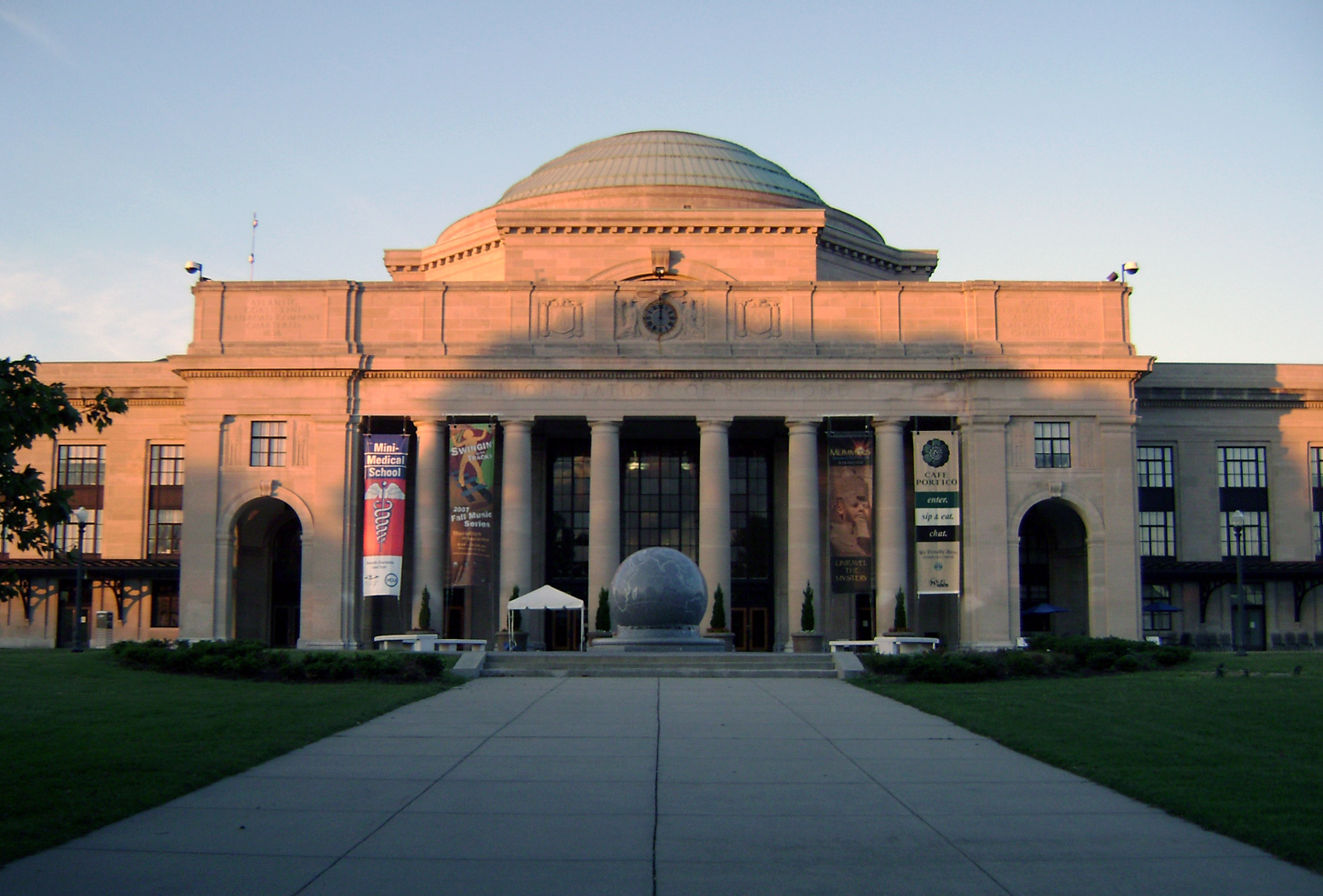
متحف العلوم في فرجينيا.

المتحف العلمي أو متحف العلوم هو متحف مُكرّس لخدمة مُتعلقات ومُشتقات العلم في المقام الأول سواءً من العلوم القديمة أو الحديثة، تميل الكثير من متاحف العلوم إلى التركيز على عرض ثابت من الأشياء المتعلقة بالتاريخ الطبيعي، وعلم المتحجرات، والجيولوجيا، والصناعة والآلات الصناعية، تُسمى متاحف العلوم الحديثة بمتاحف الاكتشاف بسبب عرض الأمور التقنيّة، كذلك فإن المتحف العلمي يخص كذلك المتحف التقني ويعتبر الأخير أحد مُتفرعاته، بُني أول متحف علمي في التاريخ في 1683 وهو متحف تاريخ العلوم في أكسفورد.